# 赫爾薇·蒂安娜·羅莎
赫爾薇·蒂安娜·羅莎（ ，1970年4月2日—），是印尼剧作家和作家。 
她创立印尼筆會（Forum Lingkar Pena, FLP），並出任首任主席。 

## 生平
1970年，生于棉兰，但全家后来搬到了雅加达。赫爾薇的妹妹，作家阿斯玛•纳蒂亚 (Asma Nadia)則出於雅加達。赫爾薇进入印度尼西亚大学，取得了阿拉伯文学学位。大学期间，赫爾薇创作、导演自己的戏剧。 她已获得硕士学位。罗莎于 1995 年与维达纳尔迪·萨特里亚托莫 (Widanardi Satryatomo) 结婚。
她的短篇小说《红网》（ ）獲Horison评选为1990 年代最重要的小说之一。赫爾薇为年轻作家创立網站印尼筆會（Forum Lingkar Pena, FLP），并發行伊斯兰青少年杂志 。  赫爾薇以其描寫穆斯林的作品而闻名。她描写了女性如何生活在男性主导的伊斯兰文化中。赫爾薇反对色情濫用。
赫爾薇，獲選為500名最有影响力的穆斯林名单。

## 註腳
1. 1 2 3  Diah Ariani Arimbi. . Amsterdam University Press. 2009: 85–102. ISBN 978-90-8964-089-5.
2. 1 2  Helvy Tiana Rosa （页面存档备份，存于）, Royal Aal al-Bayt Institute for Islamic Thought, Jordan, retrieved 24 October 2015
3. ↑  Helvy Tians Rosa （页面存档备份，存于）, Goodreads.com, Retrieved 24 October 2015
4. ↑  Dewi Candraningrum. . LIT Verlag Münster. 2008: 105–111. ISBN 978-3-8258-1742-8.

## 外部連結
- Forum Lingkar Pena（印尼文）：印尼筆會網站